# Station Kamień Pomorski Port
Station Kamień Pomorski Port was een spoorwegstation in de Poolse plaats Kamień Pomorski. Sinds 1945 was er geen personenvervoer meer naar dit station.